# Luksemburczycy
Luksemburczycy – europejska grupa etniczna zamieszkująca głównie Luksemburg (308 919 w 2017 roku). Luksemburczycy zamieszkują także Francję, Belgię, Niemcy, Stany Zjednoczone oraz Kanadę.
Według luksemburskiego prawa każda osoba, która posiada luksemburskie obywatelstwo jest Luksemburczykiem.